# سی کومادا
سی کومادا (انگلیسی: Sea Kumada؛ زادهٔ ۱۸ ژوئیهٔ ۲۰۰۱) بازیگر، و بازیگر خردسال اهل ژاپن است. وی بین سال‌های ۲۰۰۷ تا ۲۰۱۴ میلادی فعالیت می‌کرد.